# Kevin Lele Sadjo
Kevin Lele Sadjo, né le 6 avril 1990, est un boxeur franco-camerounais.

## Biographie
Né au Cameroun, Kevin Lele Sadjo quitte son pays natal pour la France avec sa famille alors qu'il a dix ans. Il joue au football à l'Union sportive Créteil-Lusitanos, formant une charnière centrale avec Maka Mary de la défense chez les moins de 19 ans nationaux. Diplômé d'une licence AEI, Lele Sadjo ouvre en 2017 un restaurant de restauration rapide thaïlandais à Créteil où il dirige plusieurs employés.
Champion de France amateur des poids mi-lourds en février 2018, Kevin Lele Sadjo devient professionnel et enchaîne les succès. Sept mois après son passage chez les pros et après seulement cinq combats, Lele Sadjo devient champion de France professionnel en battant Shamil Ismailov par KO à la quatrième reprise. Enchaînant les succès, il reçoit en 2020 plusieurs offres de championnats mondiaux, notamment de David Lemieux.
En décembre 2021, Kevin Lele Sadjo accepte un combat pour le titre européen des super-moyens contre l'Anglais Jack Cullen dix jours à l'avance et bat l'Anglais par arrêt de l'arbitre au sixième round lors d'une soirée organisée à Manchester. Il défend son titre en novembre 2022 face à son challenger officiel, l'Allemand Emre Cukur qu'il bat avant la limite par arrêt de l'arbitre dans la septième reprise,.